# ویولت بودلر
ویولت بودلر (به انگلیسی: Violet Baudelaire)  یکی از شخصیت‌های اصلی مجموعه کتاب‌های مجموعه حوادث ناگوار نوشته لمونی اسنیکت است. ویولت بودلر، دختر بئاتریس و برتراند بودلر، بزرگترین خانواده بودلر است و استعداد منحصر به فردی در اختراع توانایی‌ها دارد. او از این مهارت‌ها برای کمک به برادر کوچکترش کلاوس و خواهر کوچکش سانی استفاده می‌کند تا بارها و بارها از دست کنت اولاف فرار کنند. ویولت در ابتدای کتاب‌ها چهارده ساله می‌شود و در غار غم‌انگیز پانزده ساله می‌شود. نقاشی های برت هلکویست نشان می‌دهد که او موهای بلند و قهوه ای تیره دارد و اگرچه رنگ چشم او هرگز مشخص نشده است، اما به طور ضمنی گفته می‌شود که رنگ چشم های او با کلاوس متفاوت است. در یک روبان بنفش تا آن را از صورتش دور نگه دارد. او که بزرگترین بودلر است، قرار است پس از هجده سالگی، ثروت بودلر را به ارث ببرد.
او در طول ماجراها از ۱۴ تا ۱۶ ساله می‌شود. شخصیت مثبت یک خواهر و یک برادر دارد فرزند ارشد خانواده است داراری ثروتی بزرگ است، موهای بلند و مشکی دارد.
علاقه شدیدی به اختراع کردن دارد موقع اختراع کردن موهایش را می‌بندد برادر و خواهر خود بسیار دوست دارد چند بار در طول داستان آنها را نجات داده‌است.

## پیشینه
در شروع ناگوار در پایان داستان ممکن بود به ازدواج کنت الاف در بیاید، با زیرکی و امضا کردن سند ازدواج با دست چپ (راست دست بود). برای نجات سانی بودلر قلاب چند شاخه اختراع کرد.
در سالن خزندگان او در پایان داستان با پیدا کردن مدرک از چمدان استفانو هویت جعلی او را فاش می‌سازد.
در پنجره بزرگ قایق بادبانی را هدایت می‌کند تا جان عمه جوزفین را نجات دهد.
در کارگاه مصیبت‌بار در پایان داستان روش از بین بردن هیپنوتیزم کلاوس را پیدا می‌کند.
در مدرسه سختگیر او کفش های صدادار برای فراری دادن خرچنگ‌ها اختراع می‌کند
در آسانسور قلابی او یک مشعل جوشکاری می‌سازد و برای نجات خودشان از چاه آسانسور طنابی محکم با گره زبان شیطان می‌سازد.
در دهکده شوم او خانه متحرک هوای گرم خودکفا را که هکتور ساخته‌است تعمیر می‌کند و با اختراع دئوس اکس ماکینا خود و خواهر و برادرش را از زندان نجات می‌دهد.
در بیمارستان خطرناک جان خود، خواهر و برادرش را با اختراع یک بلندگو نجات می‌دهد و توسط یک عمل جراحی کاملا غیر ضروری به نام کرینیو اکتومی نزدیک به مرگ می‌شود ولی کلاوس و سانی او را نجات می‌دهند.
در سیرک مرگبار با استفاده از وسایل کنت الاف برای خود خواهر و برادرش یک هویت جعلی می‌سازد.
در آبشار یخ‌زده جان خود و کلاوس را با اختراع یک ترمز و یک لوژ نجات می‌دهد. همچنین برای بالا رفتن از کوهستان یخ زده برای خودش و کوئیگلی کواگمایر چنگال هایی در زیر کفش هایشان اختراع می‌کند.
در غار غم‌انگیز با استفاده از حافظه خود جان خواهرش سانی را نجات می‌دهد و کشف می‌کند که کسی که مرکز تحقیقات گرگور انویسل را آتش زده، فرنالد ویدرشینز (مرد دست قلابی) است.